# Campionati europei di atletica leggera indoor 2017
I XXXIV Campionati europei di atletica leggera indoor si sono svolti alla Kombank Arena di Novi Beograd, periferia di Belgrado, in Serbia, dal 3 al 5 marzo 2017.

## Nazioni partecipanti
Tra parentesi, il numero di atleti partecipanti per nazione.
- Albania (2)
- Andorra (2)
- Armenia (5)
- Austria (8)
- Azerbaigian (1)
- Belgio (9)
- Bielorussia (19)
- Bosnia ed Erzegovina (3)
- Bulgaria (8)
- Rep. Ceca (28)
- Cipro (5)
- Croazia (8)
- Danimarca (6)
- Estonia (6)
- Finlandia (14)
- Francia (32)
- Georgia (1)

- Gran Bretagna (32)
- Germania (47)
- Gibilterra (3)
- Grecia (7)
- Atleti Neutrali Autorizzati (1)
- Irlanda (11)
- Islanda (2)
- Israele (1)
- Italia (28)
- Lettonia (7)
- Lituania (5)
- Lussemburgo (2)
- Macedonia (2)
- Malta (2)
- Moldavia (1)
- Monaco (1)

- Montenegro (2)
- Norvegia (8)
- Paesi Bassi (13)
- Polonia (34)
- Portogallo (10)
- Romania (14)
- San Marino (1)
- Serbia (12)
- Slovacchia (15)
- Slovenia (6)
- Spagna (34)
- Svezia (31)
- Svizzera (14)
- Turchia (16)
- Ucraina (33)
- Ungheria (15)

## Risultati

### Uomini
| Specialità | Oro                                                                        | Prestazione | Argento                                                           | Prestazione | Bronzo                                                   | Prestazione |
| Corse piane |                                                                            |             |                                                                   |             |                                                          |             |
| 60 metri (dettagli) | Richard Kilty                                                              | 6"54        | Ján Volko                                                         | 6"58        | Austin Hamilton                                          | 6"63        |
| 400 metri (dettagli) | Pavel Maslák                                                               | 45"77       | Rafal Omelko                                                      | 46"08       | Liemarvin Bonevacia                                      | 46"26       |
| 800 metri (dettagli) | Adam Kszczot                                                               | 1'48"87     | Andreas Bube                                                      | 1'49"32     | Álvaro de Arriba                                         | 1'49"68     |
| 1.500 metri (dettagli) | Marcin Lewandowski                                                         | 3'44"82     | Kalle Berglund                                                    | 3'45"56     | Filip Sasínek                                            | 3'45"89     |
| 3.000 metri (dettagli) | Adel Mechaal                                                               | 8'00"60     | Henrik Ingebrigtsen                                               | 8'00"93     | Richard Ringer                                           | 8'01"01     |
| Corse a ostacoli |                                                                            |             |                                                                   |             |                                                          |             |
| 60 metri ostacoli (dettagli) | Andrew Pozzi                                                               | 7"51        | Pascal Martinot-Lagarde                                           | 7"52        | Petr Svoboda                                             | 7"58        |
| Salti |                                                                            |             |                                                                   |             |                                                          |             |
| Salto in alto (dettagli) | Sylwester Bednarek                                                         | 2,32 m      | Robbie Grabarz                                                    | 2,30 m      | Pavel Seliverstau                                        | 2,27 m      |
| Salto con l'asta (dettagli) | Piotr Lisek                                                                | 5,85 m      | Konstadínos Filippídis                                            | 5,85 m      | Paweł Wojciechowski                                      | 5,85 m      |
| Salto in lungo (dettagli) | Izmir Smajlaj                                                              | 8,08 m      | Michel Tornéus                                                    | 8,08 m      | Serhiy Nykyforov                                         | 8,07 m      |
| Salto triplo (dettagli) | Nelson Évora                                                               | 17,20 m     | Fabrizio Donato                                                   | 17,13 m     | Max Heß                                                  | 17,12 m     |
| Lanci |                                                                            |             |                                                                   |             |                                                          |             |
| Getto del peso (dettagli) | Konrad Bukowiecki                                                          | 21,97 m     | Tomáš Staněk                                                      | 21,43 m     | David Storl                                              | 21,30 m     |
| Prove multiple |                                                                            |             |                                                                   |             |                                                          |             |
| Eptathlon (dettagli) | Kévin Mayer                                                                | 6479 p.     | Jorge Ureña                                                       | 6227 p.     | Adam Sebastian Helcelet                                  | 6110 p.     |
| Staffette |                                                                            |             |                                                                   |             |                                                          |             |
| Staffetta 4×400 metri (dettagli) | Polonia Kacper Kozłowski Łukasz Krawczuk Przemysław Waściński Rafał Omelko | 3'06"99     | Belgio Robin Vanderbemden Julien Watrin Kévin Borlée Dylan Borlée | 3'07"80     | Rep. Ceca Patrik Šorm Jan Tesař Jan Kubista Pavel Maslák | 3'08"60     |
| record mondiale; record mondiale stagionale; record europeo; record europeo stagionale; record dei campionati; record nazionale; record personale; record personale stagionale. |                                                                            |             |                                                                   |             |                                                          |             |

### Donne
| Specialità | Oro                                                                         | Prestazione | Argento                                                            | Prestazione | Bronzo                                                              | Prestazione |
| Corse piane |                                                                             |             |                                                                    |             |                                                                     |             |
| 60 metri (dettagli) | Asha Philip                                                                 | 7"06        | Olesja Povch                                                       | 7"10        | Ewa Swoboda                                                         | 7"10        |
| 400 metri (dettagli) | Floria Gueï                                                                 | 51"90       | Zuzana Hejnová                                                     | 52"42       | Justyna Święty                                                      | 52"52       |
| 800 metri (dettagli) | Selina Büchel                                                               | 2'00"38     | Shelayna Oskan-Clarke                                              | 2'00"39     | Aníta Hinriksdóttir                                                 | 2'01"25     |
| 1.500 metri (dettagli) | Laura Muir                                                                  | 4'02"39     | Konstanze Klosterhalfen                                            | 4'04"45     | Sofia Ennaoui                                                       | 4'06"59     |
| 3.000 metri (dettagli) | Laura Muir                                                                  | 8'35"67     | Yasemin Can                                                        | 8'43"46     | Elish Mccolgan                                                      | 8'47"43     |
| Corse a ostacoli |                                                                             |             |                                                                    |             |                                                                     |             |
| 60 metri ostacoli (dettagli) | Cindy Roleder                                                               | 7"88        | Alina Talaj                                                        | 7"92        | Pamela Dutkiewicz                                                   | 7"96        |
| Salti |                                                                             |             |                                                                    |             |                                                                     |             |
| Salto in alto (dettagli) | Airinė Palšytė                                                              | 2,01 m      | Ruth Beitia                                                        | 1,94 m      | Julija Levčenko                                                     | 1,94 m      |
| Salto con l'asta (dettagli) | Aikaterinī Stefanidī                                                        | 4,85 m      | Lisa Ryzih                                                         | 4,75 m      | Angelica Bengtsson Maryna Kylypko                                   | 4,55 m      |
| Salto in lungo (dettagli) | Ivana Španović                                                              | 7,24 m      | Lorraine Ugen                                                      | 6,97 m      | Claudia Salman-Rath                                                 | 6,94 m      |
| Salto triplo (dettagli) | Kristin Gierisch                                                            | 14,37 m     | Patrícia Mamona                                                    | 14,32 m     | Paraskeví Papahrístou                                               | 14,24 m     |
| Lanci |                                                                             |             |                                                                    |             |                                                                     |             |
| Getto del peso (dettagli) | Anita Márton                                                                | 19,28 m     | Radoslava Mavrodieva                                               | 18,38 m     | Julija Leancjuk                                                     | 18,32 m     |
| Prove multiple |                                                                             |             |                                                                    |             |                                                                     |             |
| Pentathlon (dettagli) | Nafissatou Thiam                                                            | 4 870 p.    | Ivona Dadic                                                        | 4 767 p.    | Györgyi Zsivoczky-Farkas                                            | 4 724 p.    |
| Staffette |                                                                             |             |                                                                    |             |                                                                     |             |
| Staffetta 4×400 metri (dettagli) | Polonia Patrycja Wyciszkiewicz Malgorzata Holub Iga Baumgart Justyna Swiety | 3'29"94     | Gran Bretagna Eilidh Doyle Philippa Lowe Mary Iheke Laviai Nielsen | 3'31"05     | Ucraina Olha Bibik Tetyana Melnyk Anastasiya Bryzhina Olha Lyakhova | 3'32"10     |
| record mondiale; record mondiale stagionale; record europeo; record europeo stagionale; record dei campionati; record nazionale; record personale; record personale stagionale. |                                                                             |             |                                                                    |             |                                                                     |             |

## Medagliere
Legenda
     Paese ospitante
| Posizione | Paese         | Oro | Argento | Bronzo | Totale |
| --------- | ------------- | --- | ------- | ------ | ------ |
| 1         | Polonia       | 7   | 1       | 4      | 12     |
| 2         | Gran Bretagna | 5   | 4       | 1      | 10     |
| 3         | Germania      | 2   | 2       | 5      | 9      |
| 4         | Francia       | 2   | 1       | 0      | 3      |
| 5         | Rep. Ceca     | 1   | 2       | 4      | 7      |
| 6         | Spagna        | 1   | 2       | 1      | 4      |
| 7         | Grecia        | 1   | 1       | 1      | 3      |
| 8         | Belgio        | 1   | 1       | 0      | 2      |
| 8         | Portogallo    | 1   | 1       | 0      | 2      |
| 10        | Ungheria      | 1   | 0       | 1      | 2      |
| 11        | Albania       | 1   | 0       | 0      | 1      |
| 11        | Lituania      | 1   | 0       | 0      | 1      |
| 11        | Serbia        | 1   | 0       | 0      | 1      |
| 11        | Svizzera      | 1   | 0       | 0      | 1      |
| 15        | Svezia        | 0   | 2       | 2      | 4      |
| 16        | Ucraina       | 0   | 1       | 4      | 5      |
| 17        | Bielorussia   | 0   | 1       | 2      | 3      |
| 18        | Danimarca     | 0   | 1       | 0      | 1      |
| 18        | Austria       | 0   | 1       | 0      | 1      |
| 18        | Bulgaria      | 0   | 1       | 0      | 1      |
| 18        | Italia        | 0   | 1       | 0      | 1      |
| 18        | Norvegia      | 0   | 1       | 0      | 1      |
| 18        | Slovacchia    | 0   | 1       | 0      | 1      |
| 18        | Turchia       | 0   | 1       | 0      | 1      |
| 25        | Paesi Bassi   | 0   | 0       | 1      | 1      |
| 25        | Islanda       | 0   | 0       | 1      | 1      |
| Totale    | Totale        | 26  | 26      | 27     | 79     |